# Sistema binario di Hulse-Taylor

Decadimento orbitale di PSR B1913+16. I punti indicano il cambiamento osservato nell'epoca del periastro con la data mentre la parabola illustra il cambiamento teoricamente previsto nell'epoca secondo la relatività generale.

Il sistema di Hulse-Taylor è un sistema stellare binario composto da una stella di neutroni e una pulsar (nota come PSR B1913+16, PSR J1915+1606 o PSR 1913+16) che orbitano attorno al loro comune centro di massa. È la prima pulsar binaria mai scoperta ed è distante 21000 anni luce.
La pulsar è stata scoperta da Russell Alan Hulse e Joseph Hooton Taylor, dell'Università del Massachusetts Amherst nel 1974. La scoperta del sistema e la sua analisi è valsa loro il Premio Nobel per la fisica nel 1993 "per la scoperta di un nuovo tipo di pulsar, una scoperta che ha aperto nuove possibilità per lo studio della gravitazione".

## Scoperta
Utilizzando la parabola del radiotelescopio di Arecibo di 305 metri, Hulse e Taylor hanno rilevato emissioni radio pulsate e hanno quindi identificato la sorgente come una pulsar, una stella di neutroni altamente magnetizzata in rapida rotazione. La stella di neutroni ruota sul proprio asse 17 volte al secondo; quindi il periodo dell'impulso è di 59 millisecondi.
Dopo aver cronometrato gli impulsi radio per un po' di tempo, Hulse e Taylor hanno notato che c'era una variazione sistematica nel tempo di arrivo degli impulsi. A volte, gli impulsi venivano ricevuti un po' prima del previsto; a volte, più tardi del previsto. Queste variazioni sono cambiate in modo regolare e ripetitivo, con un periodo di rivoluzione di 7,75 ore. I due ricercatori si sono resi conto che tale comportamento è previsto se la pulsar fosse in un'orbita binaria con un'altra stella, successivamente confermata essere un'altra stella di neutroni.

## Sistema stellare
La pulsar e la sua stella di neutroni compagna seguono entrambe orbite ellittiche attorno al loro comune centro di massa. Il periodo del moto orbitale è di 7,75 ore e si ritiene che le due stelle di neutroni abbiano una massa quasi uguale, circa 1,4 masse solari. Le emissioni radio sono state rilevate solo da una delle due stelle di neutroni.
La separazione minima al periastro è di circa 1,1 raggi solari; la massima separazione all'apastro è di 4,8 raggi solari. L'orbita è inclinata di circa 45 gradi rispetto al piano del cielo. L'orientamento del periastro cambia di circa 4,2 gradi all'anno nella direzione del moto orbitale (precessione relativistica del periastro). Nel gennaio 1975, è stato orientato in modo che il periastro fosse perpendicolare alla linea di vista dalla Terra.

## Test per la relatività generale
L'orbita è decaduta da quando è stato scoperto inizialmente il sistema binario, in preciso accordo con la perdita di energia dovuta alle onde gravitazionali descritta dalla teoria della relatività generale di Albert Einstein. Si calcola che il rapporto tra il tasso di decadimento orbitale osservato e quello previsto sia 0,997 ± 0,002. La potenza totale delle onde gravitazionali emesse da questo sistema attualmente è calcolata in 7,35 × 1024 watt. Per confronto, questo è l'1,9% della potenza irradiata dal sole in luce. Il Sistema Solare irradia solo circa 5000 watt in onde gravitazionali, a causa delle distanze e dei tempi di orbita molto più grandi, in particolare tra il Sole e Giove e la massa relativamente piccola dei pianeti.
Con questa perdita di energia relativamente grande dovuta alla radiazione gravitazionale, il tasso di diminuzione del periodo orbitale è di 76,5 microsecondi all'anno, il tasso di diminuzione del semiasse maggiore è di 3,5 metri all'anno e la durata calcolata per l'inspiral finale è di 300 milioni di anni.
Nel 2004, Taylor e Joel M. Weisberg hanno pubblicato una nuova analisi dei dati sperimentali fino ad oggi, concludendo che la disparità dello 0,2% tra i dati e i risultati previsti è dovuta a costanti galattiche poco conosciute, inclusa la distanza del Sole dal centro galattico, il moto proprio della pulsar e la sua distanza dalla Terra. Sebbene siano in corso sforzi per una migliore misurazione delle prime due quantità, si vedevano "poche prospettive di un miglioramento significativo nella conoscenza della distanza della pulsar", quindi sarà difficile ottenere limiti più stretti. Taylor e Weisberg hanno anche mappato la struttura del fascio bidimensionale della pulsar utilizzando il fatto che la precessione del sistema porta a forme di impulso variabili. Hanno scoperto che la forma del raggio è allungata in senso latitudinale e pizzicata longitudinalmente vicino al centro, portando a una forma complessiva come una figura otto.
Nel 2016, Weisberg e Huang hanno pubblicato ulteriori risultati, ancora con una disparità dello 0,16%, riscontrando che il rapporto tra il valore osservato e il valore previsto era di 0,9983 ± 0,0016. Definiscono il motore principale di questo miglioramento, da una discrepanza di 1.8σ a 1σ, come costanti galattiche migliorate pubblicate nel 2014.

## Caratteristiche
- Massa del compagno: 1.387 M☉
- Massa totale del sistema: 2.828378(7) M☉
- Periodo orbitale: 7.751938773864 h
- Eccentricità: 0.6171334
- Semiasse maggiore: 1.950.100 km
- Separazione periastro: 746.600 km
- Separazione apastro: 3.153.600 km
- Velocità orbitale delle stelle al periastro (rispetto al centro di massa): 450 km/s
- Velocità orbitale delle stelle all'apastro (rispetto al centro di massa): 110 km/s